# Ramon Martí Alsina
Ramón Martí i Alsina, né le 10 août 1826 à Barcelone en Espagne et mort le 21 décembre 1894 à Barcelone, est un peintre catalan représentant du courant du réalisme espagnol.

## Biographie
Ramón Martí i Alsina fait ses études à l'école de la Llotja de Barcelone avec des maîtres comme Antoni Ferrant, Claudi Lorenzale et Lluís Rigalt. Il voyage ensuite en France et réside à Paris, ou il s'intéresse aux travaux de Gustave Courbet, des réalistes français et de l'École de Barbizon.
Il eut comme élèves, Lluís Armet, Baldomero Galofré, Simó Gómez, José Luis Pellicer, José Simont, Eveli Torent, Francesco Torrescassana, Ramon Tusquets, Modest Urgell, Joaquim Vayreda.

## Œuvre
- Paysage de Catalogne, 1860, huile sur toile, 101 × 174 cm, Musée du Prado, Madrid[1]

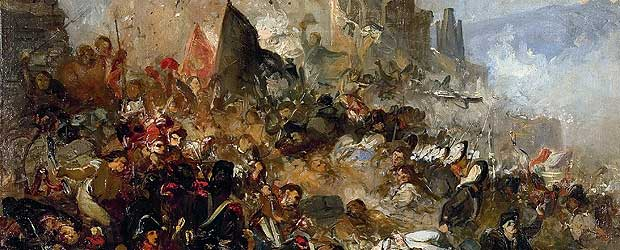
Le Siège de Gérone (El gran dia de Girona), 1863-64.
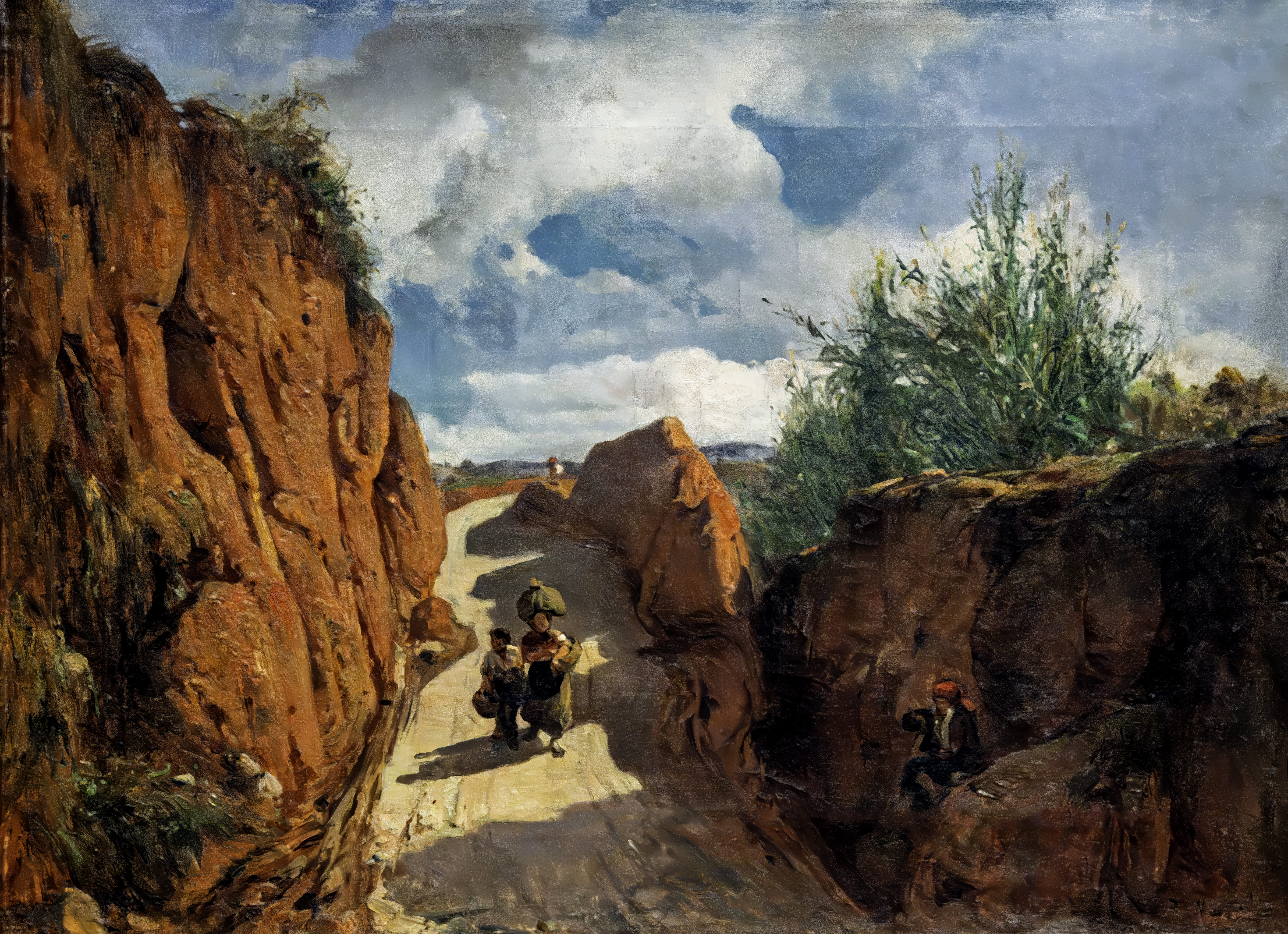
Le chemin vers Granollers , 1866-1872 - MNAC
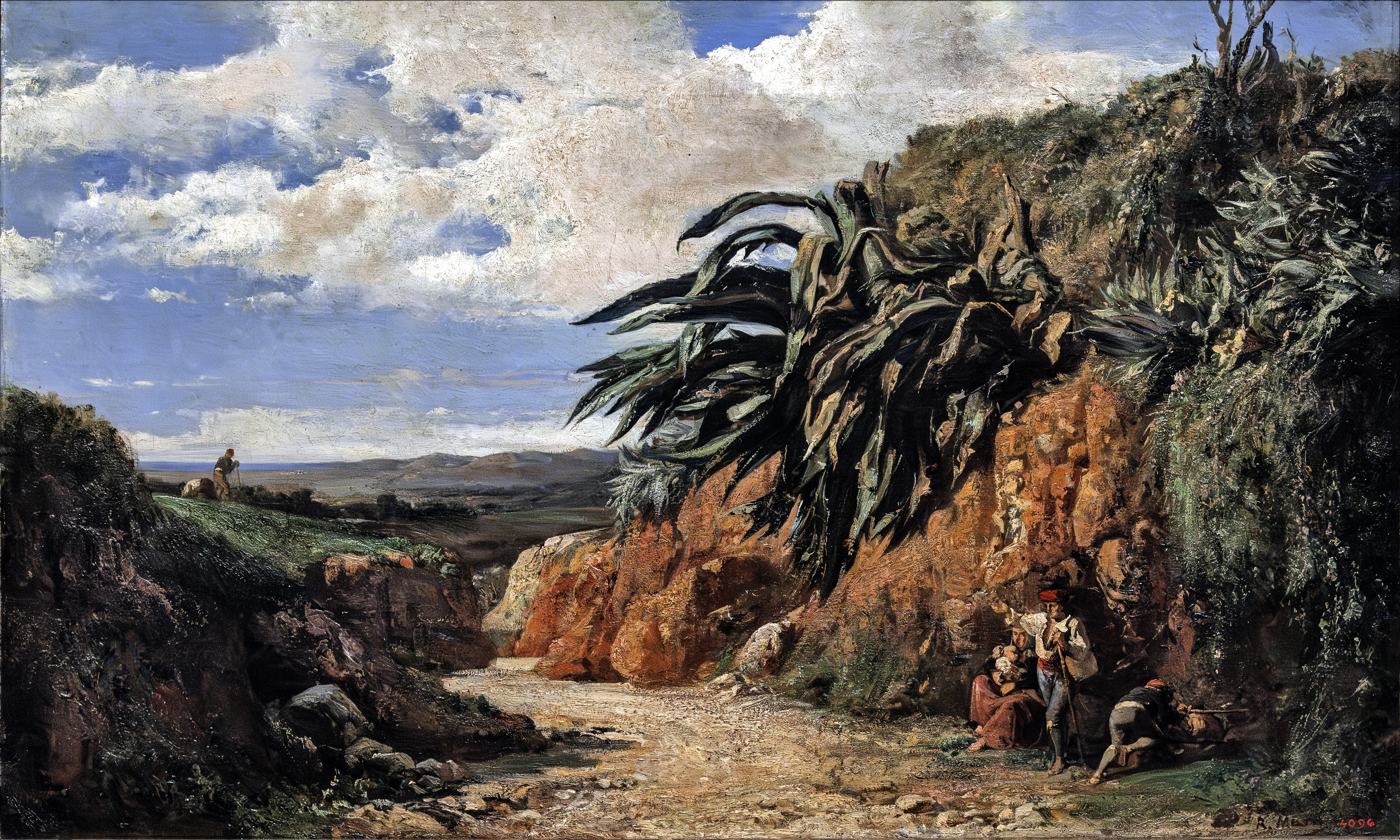
Paysage avec des agaves, 1866-1872 - MNAC
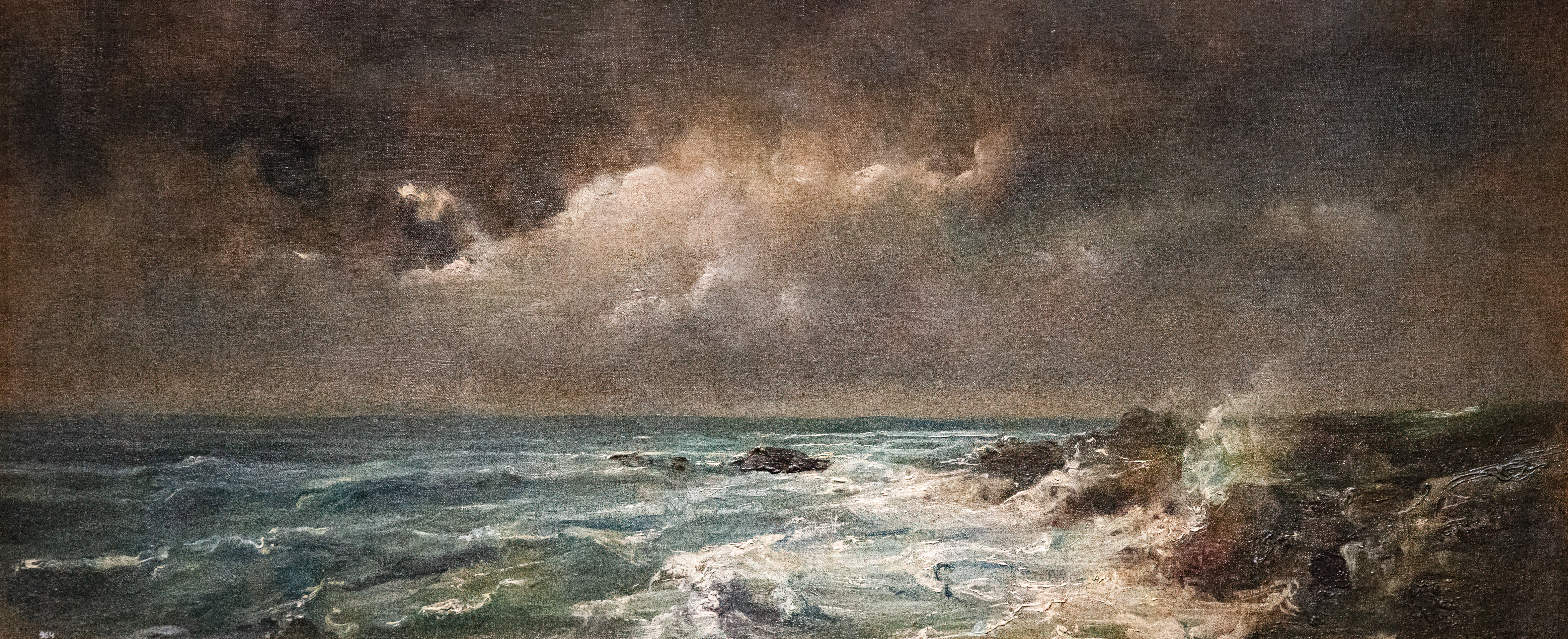
Marina, 1875-1890  -  Musée maritime de Barcelone
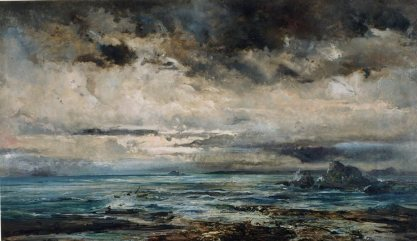
Mer Orageuse (Mar Tempestuós), 1875-84 - Bibliothèque-musée Víctor Balaguer
Femme nue de dos (Dona nua d'esquena) 1878-1882 - MNAC
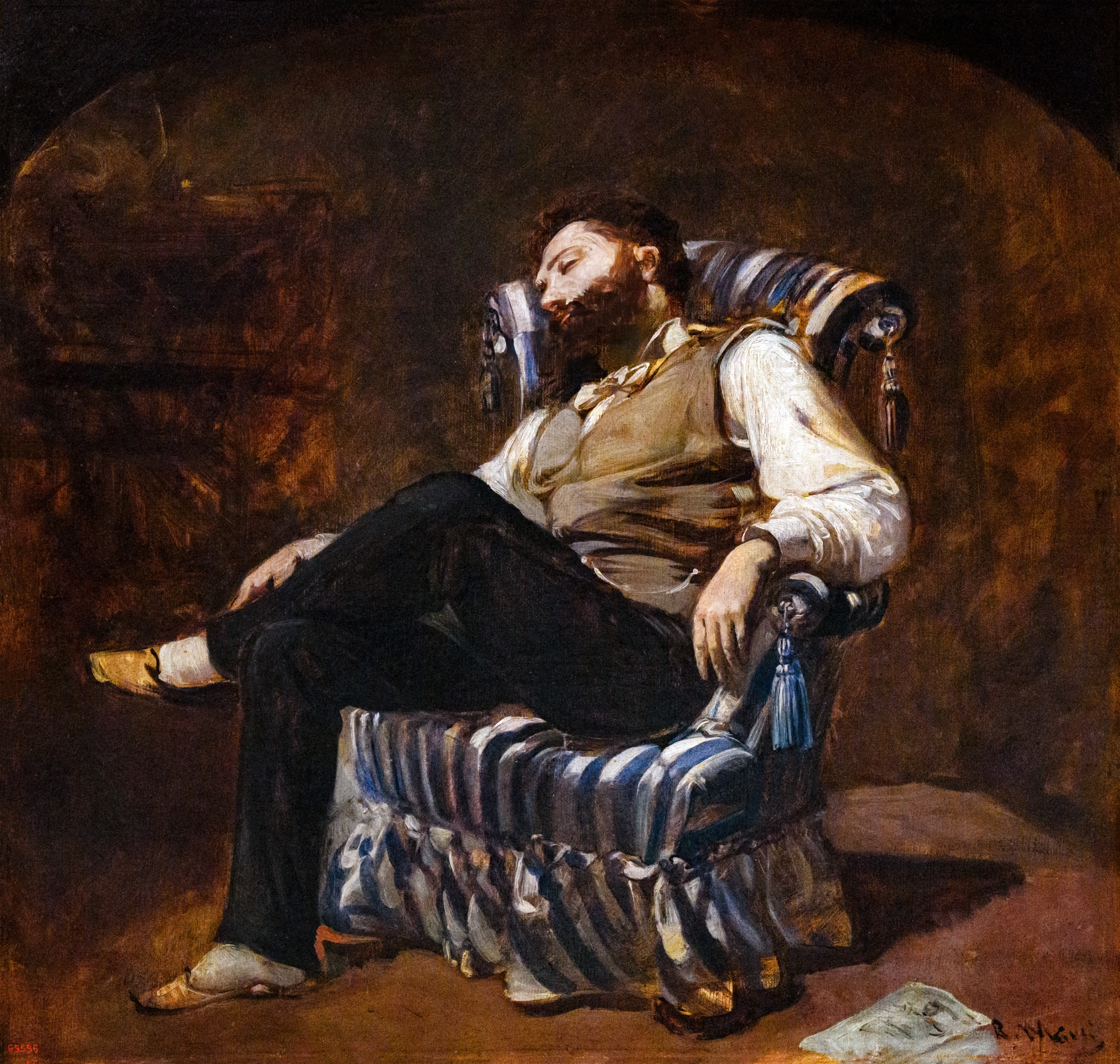
La Migdiata (La sieste),  ~1884 - MNAC
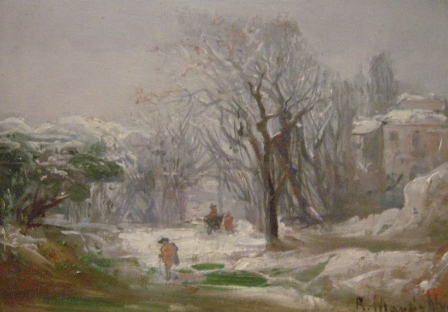
Paysage rural avec des personnages (Paisatge rural amb figures), 1894, Bibliothèque-musée Víctor Balaguer